# Ambystoma amblycephalum
Espèce
Statut de conservation UICN

 CR B1ab(iii,v)+2ab(iii,v) : 
En danger critique
Ambystoma amblycephalum est une espèce d'urodèles de la famille des Ambystomatidae.

## Répartition
Cette espèce est endémique du Nord-Ouest l'État de Michoacán au Mexique. Elle se rencontre à environ 2 000 m d'altitude.

## Description
Ambystoma amblycephalum mesure jusqu'à 160 mm dont 70 mm pour la queue. Son dos est noirâtre. L'extrémité de sa queue présente une coloration plus foncée. Son ventre gris avec une série de petites taches crème de chaque côté. Sa gorge et son poitrail sont marbrés de crème.

## Étymologie
Son nom d'espèce, du grec amblus, « usé, émoussé », et kephalê, « tête », lui a été donné en référence à l'aspect de sa tête qui présente de nombreuses crevasses.

## Publication originale
- Taylor, 1940 "1939" : New salamanders from Mexico, with a discussion of certain known forms. University of Kansas Science Bulletin, vol. 26, no 12, p. 407-430 (texte intégral).